# Het grote schip

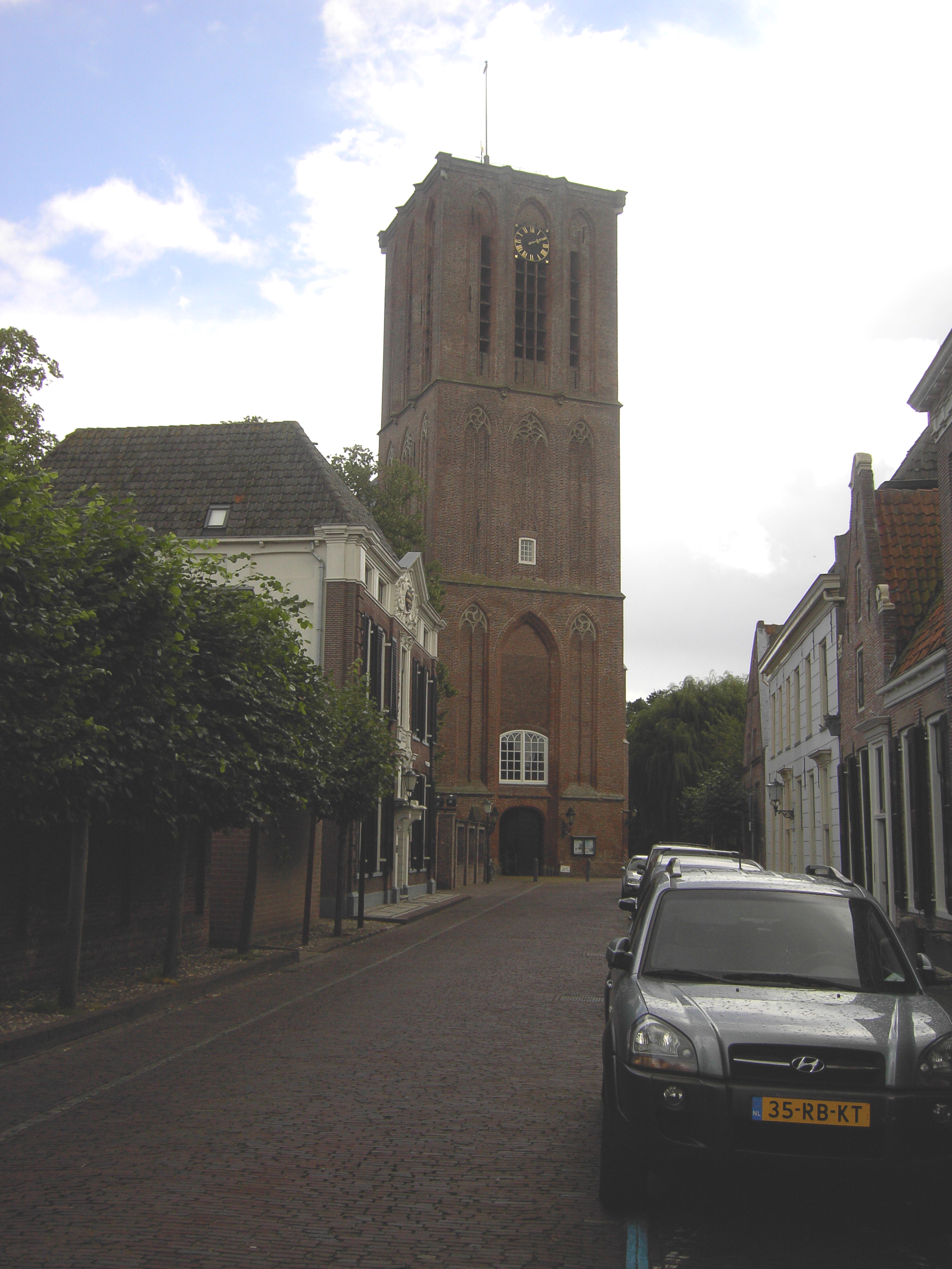
Kerktoren van Elburg

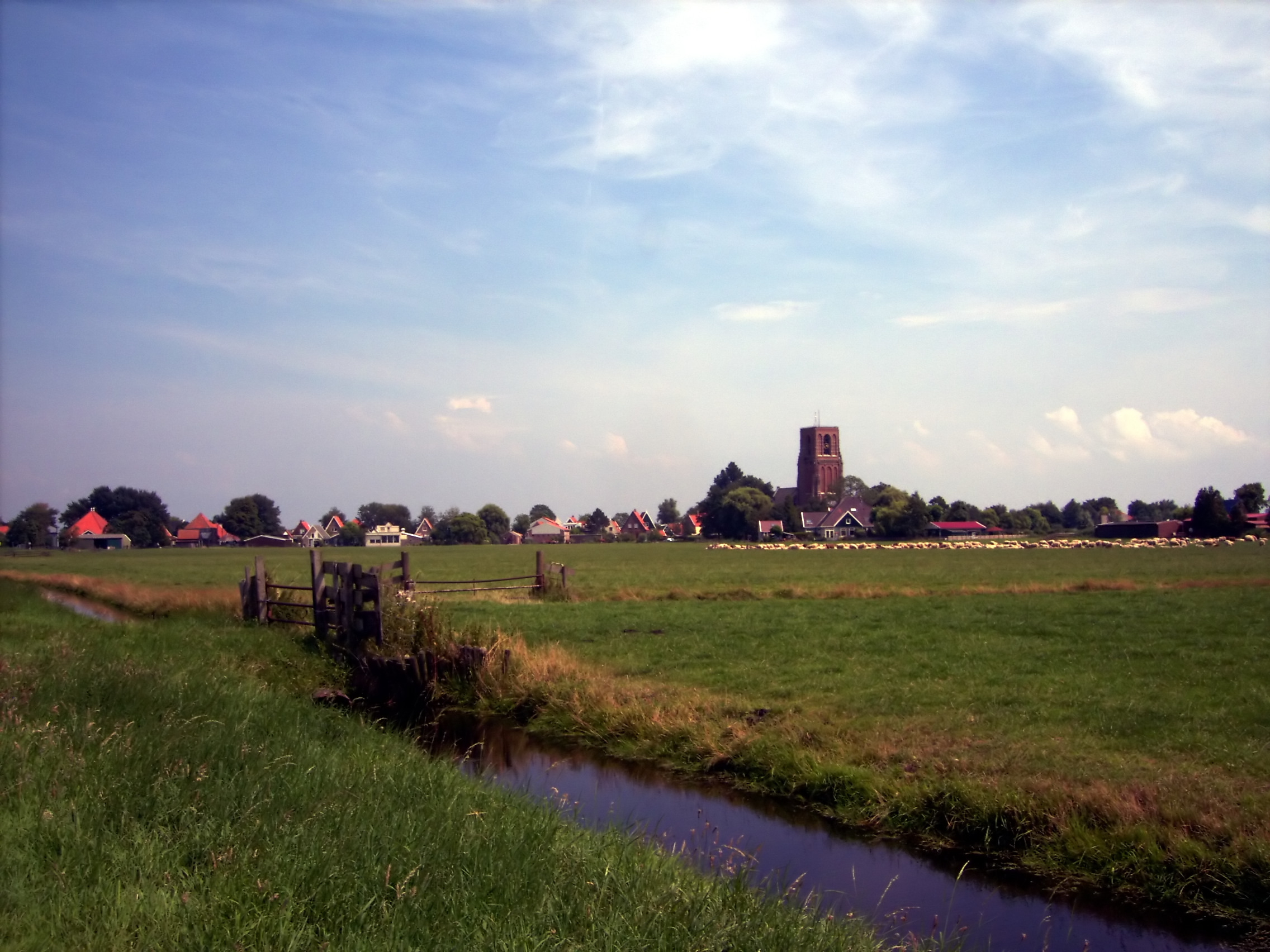
Ransdorp, met kerktoren

Het grote schip is een sage die in Nederland bekendheid geniet in de mondelinge en schriftelijke overlevering..

## Het verhaal
Op de Noordzee vaart het grootste schip aller tijden. De zeilen lijken witte stapelwolken aan de horizon en de masten verdwijnen in de hemel. Het schip is bekend van Noorwegen tot Noord-Frankrijk. Het is te groot om door een mensenoog te worden overzien. Het is waarschijnlijk het oudste schip ter wereld. Het voer dwars door het eindje land wat Engeland en Frankrijk met elkaar verbond, nu het Nauw van Calais. Bij Dover zijn de rotsen daardoor nog wit. Het schip heeft in vele talen een naam, De Almacht, De Mannigfual en Het schip van Ternuten zijn voorbeelden. Er is overigens niks duivels aan het grote schip, het is geen vervloekt schip zoals bijvoorbeeld de De Vliegende Hollander.
Op een dag kwam het schip tijdens een noordwesterstorm in de Zuiderzee. Tussen Marken en Urk werd het vaarwater nauw, maar de Urkers doen net alsof ze het schip niet hebben gezien. Er was echter een achtjarige koksmaat en deze liep weg, omdat er weer erwtensoep gegeten werd. De schipper van een kofschip keek niet nauw toen de jongen vertelde tien te zijn. Midden op de Noordzee trok een grote golf het schip echter naar de diepte. Jobken spartelde in het zoute water en werd door een pikhaak uit het water gevist. Hij stond op een vreemd dek en zag dat het schip zo groot was als de wereld.
De mast van het schip was zo dik als een kerktoren en de kapitein reed op een zwart paard. Jobken vertelt dat hij roeien kan en de kapitein brengt hem naar de kombuis. Daar ziet Jobken dat er erwtensoep wordt gemaakt en er ligt een roeibootje voor hem klaar in de enorme pan. Zo roeit Jobken door de erwtensoep, deze lijkt beter dan die van Jobkens moeder. De kok vertelt dan dat niemand mag verlangen naar de soep van thuis, omdat men daar nooit weer zal komen. De kok legt Jobken uit dat verdronken zeelieden voor de eeuwigheid aan boord van het grote schip blijven. Jobken zegt niet dat hij wel naar huis verlangt en een ogenblik of eeuwigheid later komt het schip weer in de buurt van Urk. De Urkers zijn gewiekste zeerovers en proberen het schip te enteren.
Iedereen op het schip probeert de Urkers af te houden, de kok gooit met erwtensoep. Vlak voor het grote schip de haven van Amsterdam verplettert, kan de kapitein een ramp voorkomen en keert het schip. De boegspriet scheert nog wel over het land en de torenspitsen van Ransdorp, Muiderberg en Elburg worden vernield. Niemand let op Jobken, die plots van het schip afspringt. Hij landt in het weiland van boer Derks en een kwartier later komt hij bij zijn moeder thuis. Ze vraagt waar hij is geweest en Jobken vertelt het verhaal. Zijn moeder gelooft alles wat hij zegt, ze is blij hem terug te zien. De volgende ochtend wordt het verhaal in het hele dorp verteld. Men zegt erbij dat wie het niet gelooft, moet gaan kijken naar de torenspits van Elburg.